# Iva Majoli
Iva Majoli (Zagabria, 12 agosto 1977) è un'allenatrice di tennis ed ex tennista croata.

## Carriera
Tra i suoi primi coach figura Jelena Genčić, tennista jugoslava che aveva già allenato Mima Jaušovec, Monica Seles e Goran Ivanišević e avrebbe in seguito scoperto e contribuito alla formazione di Novak Đoković.
Ha conquistato la vittoria di maggior prestigio nel 1997, quando a sorpresa si impose in finale al Roland Garros sulla sedicenne numero uno al mondo Martina Hingis, impedendole di realizzare il Grande Slam.
Al di fuori degli Slam ha vinto otto tornei in singolare e uno nel doppio femminile. Nel 1996 ha rappresentato il suo Paese alle Olimpiadi, dove è uscita al terzo turno. In Fed Cup ha giocato quaranta match con la squadra croata vincendone ventuno. Dal 2012 ha il ruolo di capitano della squadra croata.

## Vita privata
Iva Majoli è sposata col connazionale Stipe Maric, un uomo d'affari (al loro matrimonio erano presenti Jennifer Capriati e Mary Pierce). La coppia ha una figlia, Mia.

## Statistiche

### Singolare

#### Vittorie (8)
| Nr. | Data             | Torneo                                 | Superficie    | Avversaria in finale    | Punteggio        |
| 1.  | 2 ottobre 1995   | Zurich Open, Zurigo                    | Sintetico (I) | Mary Pierce             | 6–4, 6–4         |
| 2.  | 9 ottobre 1995   | Porsche Tennis Grand Prix, Filderstadt | Cemento (I)   | Gabriela Sabatini       | 6–4, 7–6(4)      |
| 3.  | 29 gennaio 1996  | Toray Pan Pacific Open, Tokyo          | Sintetico (I) | Arantxa Sánchez Vicario | 6–4, 6–1         |
| 4.  | 19 febbraio 1996 | Faber Grand Prix, Essen                | Sintetico (I) | Jana Novotná            | 7–5, 1–6, 7–6(6) |
| 5.  | 17 febbraio 1997 | Faber Grand Prix, Hannover             | Sintetico (I) | Jana Novotná            | 4–6, 7–6(2), 6–4 |
| 6.  | 28 aprile 1997   | Betty Barclay Cup, Amburgo             | Terra rossa   | Ruxandra Dragomir       | 6–3, 6–2         |
| 7.  | 26 maggio 1997   | Open di Francia, Parigi                | Terra rossa   | Martina Hingis          | 6–4, 6–2         |
| 8.  | 15 aprile 2002   | Family Circle Cup, Charleston          | Terra verde   | Patty Schnyder          | 7–6(5), 6–4      |

#### Finali perse (9)
| Nr. | Data              | Torneo                                         | Superficie    | Avversaria in finale      | Punteggio     |
| 1.  | 7 febbraio 1994   | Asian Open, Osaka                              | Sintetico (I) | Manuela Maleeva-Fragniere | 1–6, 6–4, 5–7 |
| 2.  | 18 aprile 1994    | Barcelona Ladies Open, Barcellona              | Terra rossa   | Arantxa Sánchez Vicario   | 0–6, 2–6      |
| 3.  | 24 ottobre 1994   | Faber Grand Prix, Essen                        | Sintetico (I) | Jana Novotná              | 2–6, 4–6      |
| 4.  | 24 aprile 1995    | Barcelona Ladies Open, Barcellona              | Terra rossa   | Arantxa Sánchez Vicario   | 7–5, 0–6, 2–6 |
| 5.  | 12 febbraio 1996  | Open GDF Suez, Parigi                          | Sintetico (I) | Julie Halard-Decugis      | 5–7, 6(4)–7   |
| 6.  | 30 settembre 1996 | Sparkassen Cup, Lipsia                         | Sintetico (I) | Anke Huber                | 7–5, 3–6, 1–6 |
| 7.  | 6 novembre 2000   | Commonwealth Bank Tennis Classic, Kuala Lumpur | Cemento       | Henrieta Nagyová          | 4–6, 2–6      |
| 8.  | 17 settembre 2001 | Bell Challenge, Québec                         | Sintetico (I) | Meghann Shaughnessy       | 1–6, 3–6      |
| 9.  | 29 aprile 2002    | Croatian Bol Ladies Open, Vallo della Brazza   | Terra rossa   | Åsa Svensson              | 3–6, 6–4, 1–6 |

### Doppio

#### Vittorie (1)
| Nr. | Data            | Torneo                | Superficie    | Compagna         | Avversarie in finale         | Punteggio |
| 1.  | 5 febbraio 2001 | Open GDF Suez, Parigi | Sintetico (I) | Virginie Razzano | Kimberly Po Nathalie Tauziat | 6–3, 7–5  |

#### Finali perse (4)
| Nr. | Data             | Torneo                            | Superficie    | Compagna          | Avversarie in finale                      | Punteggio        |
| 1   | 20 febbraio 1995 | Generali Ladies Linz, Linz        | Sintetico (I) | Petra Schwarz     | Meredith McGrath Nathalie Tauziat         | 1–6, 2–6         |
| 2.  | 24 aprile 1995   | Barcelona Ladies Open, Barcellona | Terra rossa   | Mariaan de Swardt | Larisa Neiland Arantxa Sánchez Vicario    | 5–7, 6–4, 5–7    |
| 3.  | 14 agosto 1995   | Canadian Open, Toronto            | Cemento       | Martina Hingis    | Gabriela Sabatini Brenda Schultz-McCarthy | 6–4, 0–6, 3–6    |
| 4.  | 28 aprile 1997   | Betty Barclay Cup, Amburgo        | Terra rossa   | Ruxandra Dragomir | Anke Huber Mary Pierce                    | 6–4, 6(1)–7, 2–6 |

### Risultati in progressione
| Sigla | Risultato               |
| ----- | ----------------------- |
| V     | Vincitore               |
| F     | Finalista               |
| SF    | Semifinalista           |
| O     | Oro olimpico            |
| A     | Argento olimpico        |
| SF    | Bronzo olimpico         |
| QF    | Quarti di Finale        |
| 4T    | Quarto turno            |
| 3T    | Terzo turno             |
| 2T    | Secondo turno           |
| 1T    | Primo turno             |
| RR    | Round Robin             |
| LQ    | Turno di qualificazione |
| A     | Assente                 |
| ND    | Non disputato           |

| Legenda superfici    |
| -------------------- |
| Cemento              |
| Terra battuta        |
| Erba                 |
| Superficie variabile |

#### Singolare nei tornei del Grande Slam
| Torneo          | 1992 | 1993 | 1994 | 1995 | 1996 | 1997 | 1998 | 1999 | 2000 | 2001 | 2002 | 2003 | 2004 |
| --------------- | ---- | ---- | ---- | ---- | ---- | ---- | ---- | ---- | ---- | ---- | ---- | ---- | ---- |
| Australian Open | A    | A    | A    | A    | QF   | 1T   | 3T   | A    | A    | 3T   | 2T   | 1T   | A    |
| Open di Francia | A    | 4T   | 4T   | QF   | QF   | V    | QF   | A    | 2T   | 1T   | 2T   | 2T   | A    |
| Wimbledon       | A    | A    | 1T   | 1T   | A    | QF   | 2T   | A    | A    | 1T   | 3T   | 1T   | A    |
| US Open         | 2T   | 2T   | 4T   | 1T   | 1T   | 2T   | 2T   | 1T   | A    | 3T   | 3T   | 1T   | A    |

#### Doppio nei tornei del Grande Slam
| Torneo          | 1992 | 1993 | 1994 | 1995 | 1996 | 1997 | 1998 | 1999 | 2000 | 2001 | 2002 | 2003 | 2004 |
| --------------- | ---- | ---- | ---- | ---- | ---- | ---- | ---- | ---- | ---- | ---- | ---- | ---- | ---- |
| Australian Open | A    | A    | A    | A    | 1T   | 2T   | 3T   | A    | A    | 2T   | 1T   | 1T   | A    |
| Open di Francia | A    | A    | A    | 2T   | A    | 3T   | 1T   | A    | A    | 1T   | 3T   | 3T   | A    |
| Wimbledon       | A    | A    | 1T   | 2T   | A    | 1T   | 1T   | A    | A    | QF   | 1T   | 2T   | A    |
| US Open         | A    | 1T   | 1T   | 3T   | 1T   | QF   | 3T   | A    | A    | 1T   | 3T   | 1T   | A    |

#### Doppio misto nei tornei del Grande Slam
| Torneo          | 1992 | 1993 | 1994 | 1995 | 1996 | 1997 | 1998 | 1999 | 2000 | 2001 | 2002 | 2003 | 2004 |
| --------------- | ---- | ---- | ---- | ---- | ---- | ---- | ---- | ---- | ---- | ---- | ---- | ---- | ---- |
| Australian Open | A    | A    | A    | A    | A    | A    | A    | A    | A    | A    | A    | A    | A    |
| Open di Francia | A    | A    | A    | A    | 1T   | A    | 3T   | A    | A    | A    | A    | A    | A    |
| Wimbledon       | A    | A    | A    | A    | A    | A    | A    | A    | A    | A    | 1T   | A    | A    |
| US Open         | A    | A    | A    | A    | A    | A    | 1T   | A    | A    | A    | A    | A    | A    |